# Cuerda del tímpano
La cuerda del tímpano, también conocida como raíz parasimpática del ganglio submandibular (chorda tympani, radix parasympathica submandibularis) es un haz de fibras parasimpáticas (para el ganglio submandibular) y simpáticas, procedentes de las papilas gustativas de los dos tercios anteriores de la lengua. Se extiende de forma recurrente hacia la cavidad timpánica, pasa entre el martillo y el yunque y emerge de la cavidad timpánica por la abertura del conductillo de la cuerda del tímpano, excavada en
el espesor de la fisura petrotimpánica, para terminar en el nervio lingual. Es una rama del nervio facial (par craneal VII) que conecta las papilas gustativas de esa parte de la lengua y lleva sus mensajes al cerebro. Recoge la sensibilidad gustativa de los 2/3 anteriores de la lengua.
Es parte de uno de los tres nervios craneales que intervienen en el sabor. El sistema del gusto implica un circuito de retroalimentación complicada, en el que cada nervio actúa inhibiendo las señales de otros. La cuerda del tímpano parece ejercer una influencia inhibidora particularmente fuerte en los otros nervios del sabor, así como en las fibras del dolor en la lengua, de modo que cuando sufre algún daño se altera o se anula su función inhibitoria sobre los otros nervios.